# Waldemar Rösler

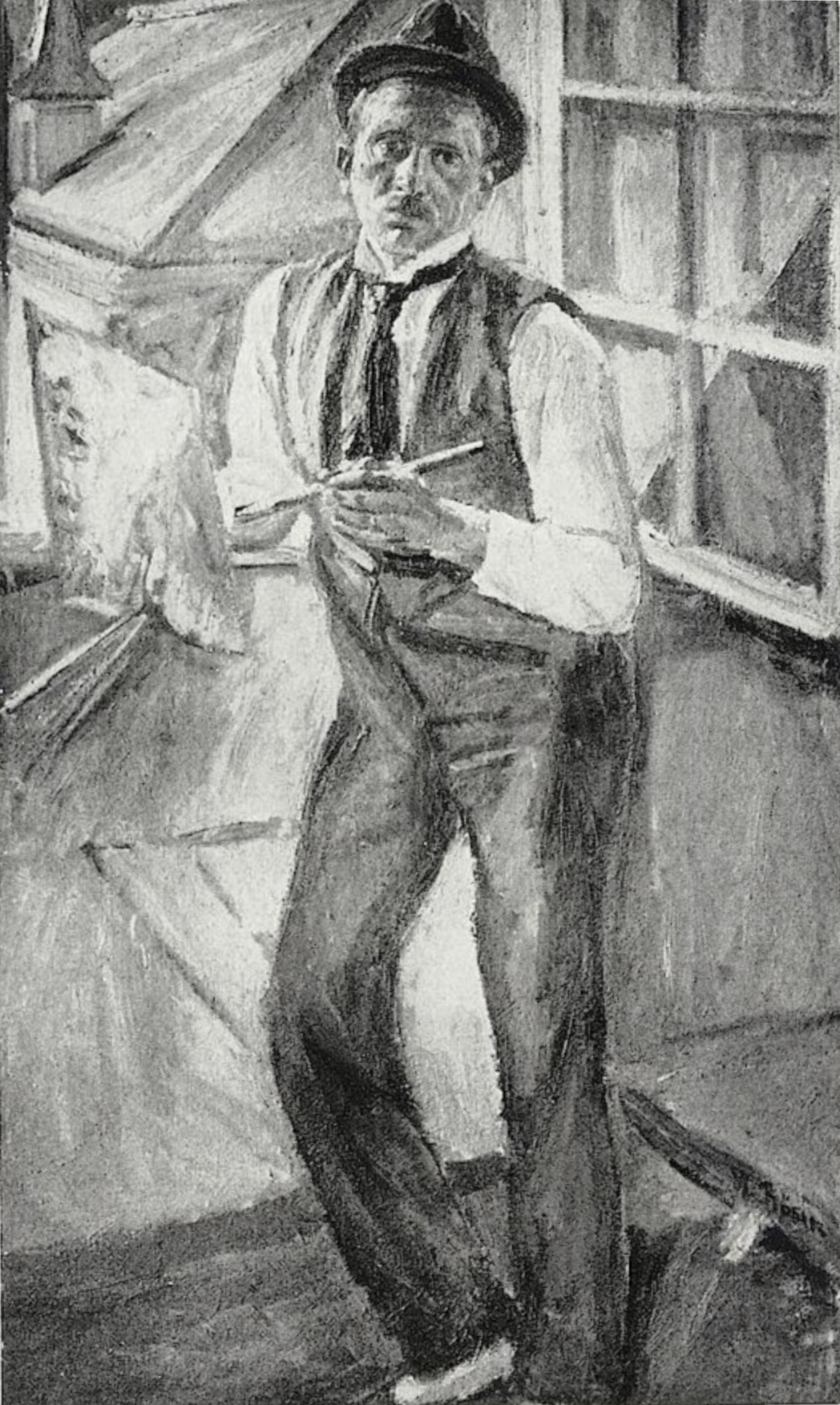
Selbstbildnis Waldemar Rösler, ausgestellt auf der Großen Berliner Kunstausstellung 1917 in Düsseldorf

Waldemar Rösler (* 21. April 1882 in Striesen; † 14. Dezember 1916 in Arys) war ein deutscher Landschaftsmaler.

## Leben

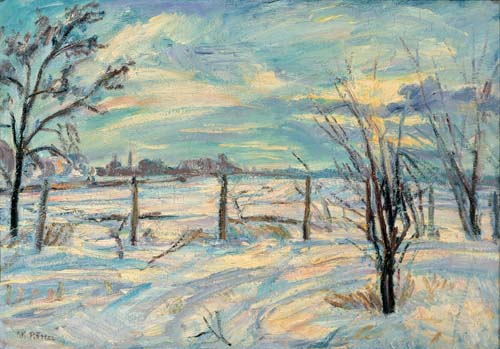
Landschaft bei Berlin-Lichterfelde

Waldemar Rösler wurde am 21. April 1882 als Sohn eines Photographen in Striesen bei Dresden geboren. Die Familie übersiedelte früh nach Königsberg. Von 1896 bis 1904 besuchte er die Kunstakademie Königsberg, wo er 1902 auch seine spätere Frau kennenlernte. Seine Lehrer waren Max Schmidt, Emil Neide und Ludwig Dettmann, dessen Meisterschüler er wurde.
1905 hatte er seine erste Ausstellung bei der Berliner Secession. Es folgte ein längerer Aufenthalt auf dem zwischen Osterode und Hohenstein gelegenen Gut Schildeck, dem Geburtshaus seiner Braut Oda Hardt, die er schließlich 1906 heiratete. Das Ehepaar ließ sich in Groß-Lichterfelde bei Berlin nieder. 1907 gebar Oda die Zwillinge Louise und Fritz (gefallen 1943).
Auf der 15. Ausstellung der Berliner Secession 1908 wurde Max Liebermann auf ihn aufmerksam. Max Beckmann und Theo von Brockhusen wurden seine Freunde. Im folgenden Jahr wurde er Mitglied der Sezession. 1911 wurde er nach dem Rücktritt von Max Liebermann auf Vorschlag von Beckmann in den Vorstand der Berliner Secession gewählt.
Nach der Mobilmachung 1914 wurde er zur Landwehr eingezogen und an der Westfront in Belgien eingesetzt und 1915 wegen Tapferkeit an der Front zum Leutnant befördert. Zeitweise war er bei der Besatzungsverwaltung in Brüssel stationiert. Er lernte dort Gottfried Benn kennen.
Wegen seines schlechten physischen und psychischen Zustandes wurde er 1916 auf den Truppenübungsplatz Arys in Ostpreußen versetzt. Dort nahm er sich am 14. Dezember 1916 das Leben. Er wurde bei der Grabstätte der Familie Hardt auf Gut Schildeck beerdigt.
Waldemar Rösler war Mitglied im Deutschen Künstlerbund. Sein Werk galt in der Zeit des Nationalsozialismus als „entartet“.
Das Kunstmuseum Ahrenshoop widmete Rösler 2016/2017 eine umfangreiche Ausstellung unter dem Titel „Waldemar Rösler (1882-1916). Ein Secessionist am Meer“.